# Carl Herlitz
Carl Herlitz, född 14 november 1914 i Uppsala församling i Uppsala län, död 27 september 2003 i Danderyds församling i Stockholms län, var en svensk militär.

## Biografi
Herlitz avlade officersexamen vid Krigsskolan 1937 och utnämndes samma år till fänrik vid Smålands artilleriregemente, där han befordrades till löjtnant 1939 och till kapten 1945. Han studerade vid Krigshögskolan 1944–1946, inträdde i Generalstabskåren 1948 och tjänstgjorde vid staben i III. militärområdet 1948–1952. Han tjänstgjorde vid Karlsborgs luftvärnsregemente 1952–1954 och vid Luftvärnsavdelningen i Arméstaben 1954–1955. År 1955 befordrades han till major i Generalstabskåren, varpå han var adjutant och chef för Adjutanturavdelningen i Försvarsstaben 1955–1959. Han utbildade sig vid Försvarshögskolan 1956, befordrades till överstelöjtnant vid Roslagens luftvärnsregemente 1959 och var förste lärare vid Luftvärnsskjutskolan 1959–1963. År 1964 befordrades han till överste, varefter han var chef för Luftvärnsskjutskolan 1964–1966 och chef för Luleå luftvärnskår 1966–1968. Herlitz befordrades 1968 till överste av första graden och var luftvärnsinspektör vid Arméstaben 1968–1975, varefter han 1975 inträdde i reserven. Han var sakkunnig i 1967 års luftförsvarsutredning.
Om Herlitz verksamhet som luftvärnsinspektör och sakkunnig i luftförsvarsutredningen berättas i en nekrolog att det ”diskuterades avvägningsfrågor i första hand mellan flyg och luftvärn men också inom luftvärnet. Carl Herlitz hade att balansera mellan två mycket engagerade grupperingar med olika syn på luftvärnets framtida beväpningen [sic]. Den ena  gruppen ville satsa på att utveckla automatkanonsystemen med ny eldledningsutrustning och smartare ammunition. Den andra ville introducera lättrörliga luftvärnsrobotsystem. Beslutet blev att svensktillverkade robotar skulle anskaffas, men också att bibehålla och i viss mån utveckla de befintliga automatkanonerna. Luftvärnet påbörjade därmed en mycket framgångsrik förnyelse- och uppbyggnadsperiod som inleddes under Carl Herlitz fasta ledning.”
Carl Herlitz invaldes 1967 som ledamot av Kungliga Krigsvetenskapsakademien. Han var akademiens sekreterare 1972–1978 och redaktör för Kungliga Krigsvetenskapsakademiens handlingar och tidskrift 1977–1981. Han skrev boken Svenska arméns regementen och ett större antal artiklar inom militärhistoria. Han var vice ordförande i styrelsen för Statens försvarshistoriska museer 1976–1984 och ledamot av Försvarets traditionsnämnd.
Carl Herlitz var son till Nils Herlitz och Gurli Lindström. Han är begravd på Djursholms begravningsplats.

## Utmärkelser
- Riddare av Svärdsorden, 1955.[11]
- Kommendör av Svärdsorden, 6 juni 1968.[12]
- Kommendör av första klass av Svärdsorden, 5 juni 1971.[13]